# Судостроение (журнал)
«Судостроение» — российский, советский отраслевой научно-технический и производственный журнал, основанный в 1898 году. Освещает вопросы проектирования и строительства судов, состояние и тенденции отечественного и мирового судостроения, деятельность судостроительных предприятий, научно-технических обществ, отраслевых выставок, историю флота и судостроения. В настоящее время издателем журнала является АО «Центр технологии судостроения и судоремонта».
Журнал реферируется в Реферативном журнале и базах данных Всероссийского института научной и технической информации Российской академии наук (ВИНИТИ РАН).

## История
Первый номер журнала вышел в Санкт-Петербурге в сентябре 1898 года под наименованием «Вестник Общества морских инженеров». Учредителем журнала стало Общество морских инженеров, созданное при Морском техническом училище в Кронштадте. Первый номер вышел к 200-летию училища, последующие выходили по мере накопления материала. До 1915 года вышло 18 выпусков, главным редактором 15-ти из них был Г. Н. Пио-Ульский, на страницах журнала выступали крупные ученые и инженеры-судостроители А. И. Пароменский, А. И. Погодин, К. П. Боклевский, И. Н. Воскресенский, П. Ф. Папкович, И. Г. Бубнов и другие. 26 апреля (9 мая) 1915 года был создан первый русский Союз морских инженеров и журнал стал выпускаться как «Ежегодник Союза морских инженеров». Всего вышло 2 тома в 1916 и в 1918 годах.
Позже журнал именовался «Кораблестроитель» (1925—1930), «Судоходство и судостроение» (1931—1932), «Советское судостроение» (1932—1933), «Морское судостроение» (1933) и с 1934 года получил современное название — «Судостроение» став печатным органом Министерства судостроительной промышленности СССР и Научно-технического общества имени академика А. Н. Крылова. В редколлегию журнала входили ведущие советские инженеры-кораблестроители, руководители судостроительных КБ, заводов и НИИ: Ашик В. В., Барабанов Н. В., Буров В. Н., Вознесенский А. И., Евстифеев В. А., Исанин Н. Н., Матвеев Г. А., Нарусбаев А. А., Родионов А. А., Савченко И. М., Сытов Н. П., Фирсов Г. А., Юхнин Е. И. и другие. Основной тематикой журнала было гражданское судостроение. Помимо нучно-технических вопросов в журнале освещались новинки советской судостроительной промышленности, статистика отечественного и мирового судостроения, периодически делался обзор кораблестроения за рубежом, судостроительных выставок, размещалась реклама иностранных фирм и внешнеторгового объединения «Судоимпорт», популярностью пользовался также исторический отдел журнала.
В 1958 году в журнале «Судостроение» возник новый раздел «Малое судостроение», который в 1963 г. выделился в отдельный альманах для судостроителей любителей «Катера и Яхты» и перерос впоследствии в массовый научно-популярный и спортивный сборник.

## Основные рубрики
На судостроительных предприятиях (новости)

Гражданское судостроение

Военное кораблестроение

Средства освоения шельфа

Малотоннажное судостроение

Вопросы эксплуатации флота

Корабельная энергетика

Судовое оборудование

Морское приборостроение

Экономика и финансы

Информационные технологии

Организация и технология производства

Судостроительные материалы

Судоремонт и утилизация

История судостроения и флота

Информационный раздел